# Agrias muzoensis
Agrias muzoensis är en fjärilsart som beskrevs av Hans Fruhstorfer 1898. Agrias muzoensis ingår i släktet Agrias och familjen praktfjärilar. Inga underarter finns listade i Catalogue of Life.